# Proteinski metabolizam
Proteinski metabolizam obuhvata brojne biohemijske procese odgovorne za sintezu proteina i aminokiselina, i razlaganje proteina (i drugih velikih molekula) putem katabolizma.

## Proteinska sinteza
Proteinska biosinteza se sastoji od četiri procesa
- sinteza aminokiselina
- RNK sinteza
- transkripcija
- translacija

Proteinski anabolizam je proces kojim se proteini formiraju iz aminokiselina (aka anabolička aminokiselinska sinteza).

## Proteinsko razlaganje
Proteinski katabolizam je proces kojim se proteini razlažu u aminokiseline. On se zove proteoliza. Njemu može da sledi degradacija aminokiselina